# Becky bosszúja
A Becky bosszúja (eredeti cím: The Wrath of Becky) 2023-ban bemutatott amerikai akcióthriller, amelyet Matt Angel és Suzanne Coote rendezett és írt, a 2020-as Becky című film folytatása. A főbb szerepekben Lulu Wilson, Seann William Scott, Denise Burse, Jill Larson és Michael Sirow látható.
Amerikában 2023. május 26-án a mozikban, míg Magyarországon 2024. április 19-én az HBO Max mutatta be.

## Cselekmény
Három évvel az apját megölő négy neonácival történt megrázó megpróbáltatás után a 16 éves Becky továbbra is a világtól elszakadva él, miközben a nevelőszülőkhöz menekül, és csiszolja túlélési képességeit. A stoppolás közben felszedett Becky és kutyája, Diego végül egy Elena Cahn nevű, anyáskodó nőnél telepszik le, aki felelős lányként bánik Beckyvel, és nem kíváncsiskodik a múltjáról.
Anthony, DJ és Sean, a Nemes Emberek nevű szélsőséges csoport három tagja megállnak annál az étteremnél, ahol Becky pincérnőként dolgozik. A sértő nőgyűlöletük miatt feldühödve Becky szándékosan Anthony ölébe önti a forró kávét, ezért a három férfi titokban hazáig követi Beckyt. Annak ellenére, hogy azt állítja, csak meg akarta ijeszteni a lányt, a házába betörve Anthony végül fejbe lövi Elenát, Beckyt eszméletlenre veri, és elviszi Diegót. Miután Becky magához tér, megfogadja, hogy megkeresi a kutyáját, és bosszút áll Elena haláláért.
Emlékezve arra, hogy a férfiak korábban említették, hogy találkoztak egy Darryl nevű személlyel, Becky talál két helyi címet, amelyek ehhez a névhez kapcsolódnak. Az első cím egy idősebb Darryl néven azonosított idős nőhöz vezet, a második pedig egy távoli faházhoz, ahol a sejt vezetője, Darryl találkozót tart Anthonyval, DJ-vel, Seannal és egy másik, Twig néven ismert milicista taggal. Becky beoson a faházba, és bizonyítékot talál arra, hogy a másnapra tervezett városházi tüntetés valójában fegyveres felkelés lesz Hernandez szenátor ellen. Becky ellop egy titkos pendrive-ot is, amely a csoporttal kapcsolatban állók tagsági adatait tartalmazza. Becky egy mobiltelefont hagy Darryl ajtaján, amellyel kigúnyolja a férfiakat. Becky érkezése arra kényszeríti Anthonyt, DJ-t és Seant, hogy bevallják, hogy ellopták a kutyáját, de Darrylnek nem mondanak semmit arról, hogy megölték Elenát.
Darryl ráveszi Anthonyt, hogy menjen Becky után. Becky egy erdőben lévő rejtett gödörbe vezeti Anthonyt. Ezután egy gránátcsapdával felszereli Anthonyt, ami felrobbantja a fejét. Miután Darryl rájuk szegezi a fegyverét, hogy az igazságot követelje Beckyről, DJ és Sean felfedik Elena meggyilkolását. Rájön, hogy a gyűlés valójában egy erőszakos felkelés lesz, Sean meggondolja magát, és megpróbálja otthagyni a csoportot, de Darryl megveri Seant, kitöri a nyakát, és megöli.
Becky felhívja Darrylt, hogy folytassa a gúnyolódást. Azzal fenyegetőzik, hogy leleplezi a Hernandez szenátor elleni összeesküvést, és azt is elárulja, hogy ellopta Darryl pendrive-ját. Twig kimegy és Beckyt keresi. Becky egy nyílpuskával átlői Twig arcát. Beckytől és Darryltől is félve DJ a kocsihoz rohan, és elhajt. Twig és Becky hosszasan elnyújtott összecsapást vívnak, amelynek végén Becky egy machetével halálra vagdossa Twiget. Darryl azonban egy nyugtatólövedékkel foglyul ejti Beckyt.
Becky arra ébred, hogy egy székhez kötözve találja magát. Darryl megmutatja Beckynek, hogy ellopta a kulcsot, és hogy a kulcs hengerében egy rejtett tengelybe számokat vésett, amelyekről azt feltételezi, hogy koordináták. A faházba megérkezik az idős nő, akit Becky korábban idősebb Darrylként ismert meg, és akiről kiderül, hogy Darryl anyja, valamint a csoport titkos agytrösztje. Idősebb Darryl Becky kutyáját használja Becky gúnyolódására, miközben azt követeli, hogy mondja meg, hol van a pendrive.
Becky kiszabadul a bilincsből. Darryl elhagyja a szobát, hogy magához térjen, miután Becky lefújja őt gázspray-jel. Darryl anyja le akarja lőni Diegót, de Becky egy kést vág a homlokába. Darryl anyja a kinti erdőbe üldözi Beckyt. Becky állatcsapdákba vezeti Darrylt, amelyek megölik őt. Azt suttogja, hogy "jól csináltad", és meghal. Becky visszaszerzi a kulcsát. Becky visszatér a faházba Diegoért, és megtudja, hogy idősebb Darryl túlélte. Idősebb Darryl megpróbálja lelőni Beckyt, de a fejsérülése miatt nem tud rendesen célozni. Diego halálra marcangolja idősebb Darryl-t. Huszonnégy órával később Kate Montana CIA-ügynök kihallgatja Beckyt a pendrive-ról és arról, hogy egymaga lekapcsolta a csoportot. Montana ügynök felajánlja, hogy beszervezi Beckyt, és Becky beleegyezik. Montana ezután megkérdezi, hogy Becky készen áll-e arra, hogy megtudja, kihez tartozik a kulcsa.
DJ megpróbál újra útra kelni, miután lerobban a teherautója. Becky fekete öltönybe öltözve, egy hivatalos rendfenntartó járművel hajt a helyszínre. Egy rakétavetővel felrobbantja DJ teherautóját és megöli őt.

## Szereplők
| Szerep     | Színész             | Magyar hang   |
| ---------- | ------------------- | ------------- |
| Becky      | Lulu Wilson         | Rudolf Szonja |
| Darryl Jr. | Seann William Scott | Fekete Ernő   |
| Elena      | Denise Burse        | Rátonyi Hajni |
| Darryl Sr. | Jill Larson         |               |
| Anthony    | Michael Sirow       | Széles Tamás  |
| DJ         | Aaron Dalla Villa   | Czető Roland  |

### Magyar változat
- Magyar szöveg: Tóth Gábor
- Hangmérnök: Kis Pál és Soltész Márton
- Vágó: Kis Pál
- Gyártásvezető: Farkas Márta
- Szinkronrendező: Nikodém Gerda
- Produkciós vezető: Fodor Eszter

A szinkront a MAHIR Szinkron Kft. készítette el.

## A film készítése
Matt Angelt és Suzanne Coote-ot 2021 decemberében J.D. Lifshitz producer felkérte, hogy írják és rendezzék meg a Becky című film folytatását. 2021-ben Lulu Wilson szorosan együttműködött a filmkészítőkkel, hogy lágyítsák Becky életét. Mivel két év telt el a filmek között, Wilson azt remélte, hogy a karakter egy érettebb iterációját láthatja majd. 2022 júniusában hivatalosan is bejelentették a filmet Becky bosszúja címmel. Kiderült, hogy Seann William Scott fogja játszani a film főgonoszát, valamint Wilson mellett vezető producerként is tevékenykedik.

### Forgatás
A forgatás titokban zajlott New Jersey-ben, 18 napon keresztül. Június elején további forgatásokra került sor Scotch Plains városában.